# Ли, Александр
Александр Ли (1915 год, Хабаровск — дата смерти неизвестна) — звеньевой колхоза имени Микояна Нижне-Чирчикского района Ташкентской области, Узбекская ССР. Герой Социалистического Труда (1950).

## Биография
Получил начальное образование, окончив 6 классов неполной средней школы в Хабаровске. В 1937 году депортирован на спецпоселение в Ташкентскую область, Узбекская ССР. С начала 1950-х годов — рядовой колхозник, звеньевой полеводческого звена имени Микояна Нижне-Чирчикского района.
В 1950 году звено Александра Ли получило в среднем по 82,4 центнеров зеленцового стебля кенафа с каждого гектара на участке площадью 15 гектаров. Указом Президиума Верховного Совета СССР от 13 июня 1950 года «за получение высоких урожаев риса, хлопка и зеленцового стебля кенафа на поливных землях при выполнении колхозами обязательных поставок и контрактации по всем видам сельскохозяйственной продукции, натуроплаты за работу МТС в 1949 году и обеспеченности семенами всех культур в размере полной потребности для весеннего сева 1950 года» удостоен звания Героя Социалистического Труда с вручением ордена Ленина и золотой медали «Серп и Молот».
Дата смерти не установлена.
Награды
- Герой Социалистического Труда
- Орден Ленина
- Орден Трудового Красного Знамени (1953)